# I-Feel-Like-I'm-Fixin'-to-Die Rag
"I-Feel-Like-I'm-Fixin'-to-Die Rag" is een nummer van de Amerikaanse band Country Joe and the Fish. Het verscheen op hun album I-Feel-Like-I'm-Fixin'-to-Die uit 1967. In 1969 werd het tevens uitgebracht als single.

## Achtergrond
"I-Feel-Like-I'm-Fixin'-to-Die Rag" is geschreven door zanger Country Joe McDonald en geproduceerd door Samuel Charters. McDonald schreef het in 1965 om het linkse politieke bericht van zijn magazine Rag Baby, met onderwerpen uit de tegencultuur van de jaren 1960, te ondersteunen. Hij bracht een "pratende editie" van het magazine uit in de vorm van de ep Rag Baby Talking Issue No. 1. In juni 1965 werd onder meer een akoestische versie van "I-Feel-Like-I'm-Fixin'-to-Die Rag" voor deze ep opgenomen, een lied dat binnen dertig minuten met de escalatie van de Vietnamoorlog als thema werd geschreven. In het nummer wordt de schuld van deze oorlog voornamelijk aan de politiek, het leger en grote bedrijven gegeven. In de tekst zit veel zwarte humor verwerkt, met onder anderen de tekstregel "Whoopie! We're all gonna die".
Nadat Country Joe and the Fish in december 1966 een platencontract bij Vanguard Records had getekend, namen zij hun eerste albums op. Zij raakten geïnspireerd door de elektrische optredens van Bob Dylan om ook van folkrock naar elektrische rock over te stappen. In februari 1967 werd "I-Feel-Like-I'm-Fixin'-to-Die Rag" opgenomen. In eerste instantie zou het nummer op hun debuutalbum Electric Music for the Mind and Body uit mei 1967 staan, maar producent Charters wilde dat het hier niet op terecht zou komen. Nadat de controversiële single "Superbird" niet door radiostations in de ban werd gedaan, verscheen "I-Feel-Like-I'm-Fixin'-to-Die Rag" in december 1967 alsnog op het tweede album van de band.
De albumversie van "I-Feel-Like-I'm-Fixin'-to-Die Rag" begint met een stuk dat later "The Fish Cheer" genoemd zou worden, waarin de band het woord "fish" op dezelfde manier spelt zoals Amerikaanse cheerleaders dat zouden doen: "Give me an F!". Tijdens live-optredens werd dit in de zomer van 1968 vervangen door "The Fuck Cheer", waarin het woord "fuck" gespeld wordt. Deze wijziging werd aangedragen door drummer Gary Hirsh en zorgde ervoor dat de albumversie onverwacht vaak op de radio te horen was. McDonald zong een onverwachte soloversie van "The Fuck Cheer" op 16 augustus 1969 tijdens Woodstock, die ook in de gelijknamige film over het festival werd gebruikt. Een dag later speelde de gehele band op het festival, waar zij hun set afsloten met "I-Feel-Like-I'm-Fixin'-to-Die Rag".
"I-Feel-Like-I'm-Fixin'-to-Die Rag" verscheen in een aantal landen als single. In Zweden werd het in 1968 voor het eerst uitgebracht; alhoewel het de hitlijsten niet haalde, ging de band in de herfst van 1968 wel op tournee door dit land. In april 1969 werd de single in Zweden als reactie opnieuw uitgegeven, waarop het een nummer 1-hit werd. In Denemarken kwam het in dezelfde periode tot de derde plaats in de hitlijsten. Vervolgens verscheen het ook in Europa en Japan als single, maar het werd alleen in Nederland een succes met de negentiende plaats in de Top 40 en de zestiende plaats in de Hilversum 3 Top 30.

## Hitnoteringen

### Nederlandse Top 40
| Hitnotering: 10-10-1970 t/m 14-11-1970 | Hitnotering: 10-10-1970 t/m 14-11-1970 | Hitnotering: 10-10-1970 t/m 14-11-1970 | Hitnotering: 10-10-1970 t/m 14-11-1970 | Hitnotering: 10-10-1970 t/m 14-11-1970 | Hitnotering: 10-10-1970 t/m 14-11-1970 | Hitnotering: 10-10-1970 t/m 14-11-1970 | Hitnotering: 10-10-1970 t/m 14-11-1970 |
| Week                                   | 1                                      | 2                                      | 3                                      | 4                                      | 5                                      | 6                                      |                                        |
| -------------------------------------- | -------------------------------------- | -------------------------------------- | -------------------------------------- | -------------------------------------- | -------------------------------------- | -------------------------------------- | -------------------------------------- |
| Nummer                                 | 31                                     | 20                                     | 19                                     | 23                                     | 29                                     | 35                                     | uit                                    |

### Hilversum 3 Top 30
| Hitnotering: 17-10-1970 t/m 07-11-1970 | Hitnotering: 17-10-1970 t/m 07-11-1970 | Hitnotering: 17-10-1970 t/m 07-11-1970 | Hitnotering: 17-10-1970 t/m 07-11-1970 | Hitnotering: 17-10-1970 t/m 07-11-1970 | Hitnotering: 17-10-1970 t/m 07-11-1970 |
| Week                                   | 1                                      | 2                                      | 3                                      | 4                                      |                                        |
| -------------------------------------- | -------------------------------------- | -------------------------------------- | -------------------------------------- | -------------------------------------- | -------------------------------------- |
| Nummer                                 | 25                                     | 16                                     | 17                                     | 26                                     | uit                                    |

### NPO Radio 2 Top 2000
| Nummer met noteringen in de NPO Radio 2 Top 2000 | '99  | '00  |
| ------------------------------------------------ | ---- | ---- |
| I-Feel-Like-I'm-Fixin'-to-Die Rag                | 1400 | 1670 |

1. ↑  Een vetgedrukt getal geeft de hoogste notering aan.
2. ↑  Deze tabel is bijgewerkt tot en met de laatste editie (2024).